# 德国铁路425型电力动车组
德国铁路425型和426型是德国铁路（DB）旗下的DB Regio的電聯車，由庞巴迪，西门子 和 DWA制造。 它们基本上相同，但是425型有4節車廂，而426型只有2節車廂。

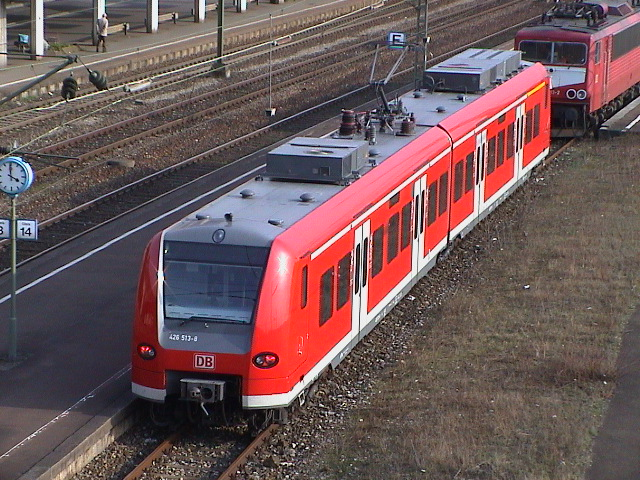
426型比425型要短